# レプリカ交換法
レプリカ交換法（レプリカこうかんほう、英: replica exchange method、レプリカ交換MCMCサンプリング）はパラレルテンパリング（parallel tempering、並列焼きもどし）法としても知られ、モンテカルロシミュレーションやマルコフ連鎖モンテカルロ法(MCMC)のサンプリング効率を改善するための方法である。SwendsenとWangによって開発され、Geyerによって拡張され、その後、特に、福島・根本およびジョルジョ・パリージによって発展した。杉田と岡本はパラレルテンパリングの分子動力学法版を考案した。これはレプリカ交換分子動力学（replica-exchange molecular dynamics、REMD）として知られている。
手法としては、始めに異なる温度でランダムに初期化された N 個の系のコピーを走らせ、メトロポリス法の基準でそれぞれ温度間で系の状態を交換するものである。
この方法の重要な点は、低温のシミュレーションで高温の設定が（またはその逆も）できることである。低エネルギー配置と高エネルギー配置の両方をサンプリングできるため、とても安定にかつ正確なシミュレーションを行うことができる。このようにして、正準集団では一般にうまく計算されない比熱といった熱力学特性がかなり正確に計算できる。

## 詳細
メトロポリス・ヘイスティングス法を用いるモンテカルロ法は1つの系の確率過程によって成り立っており、採択と棄却に影響する温度 T は1つである。温度が高い場合、よりエネルギーの差分が大きい更新でも採択される確率が比較的高い。系の相関が高い場合は棄却される確率が高く、致命的なシミュレーション速度の低下が起きると言われる。
温度が ΔT 離れた2つの系のシミュレーションが走っているとして、ΔT が十分小さければ、それぞれ N 回のモンテカルロステップを行って得られたエネルギーをヒストグラムにして得られるサンプル分布はいくらか重なる。分布の重なりは正規化されたサンプル分布のヒストグラムが重なる面積で量ることができる。ΔT → 0 において重なりは 1 に近づく。
他の定義の仕方として、T1 の系におけるサンプルが T2 においてどれだけ出現しうるかということもできる。
マルコフ連鎖は過去の記憶を持たないために、マルコフ連鎖が2つの温度の系で成り立っていてもよい。
モンテカルロ法においてそれぞれの系が持つ温度をメトロポリスヘイスティングス基準で交換する。交換確率を p とすると以下のようになり、
{\displaystyle p=\min \left(1,{\frac {\exp \left(-{\frac {E_{j}}{kT_{i}}}-{\frac {E_{i}}{kT_{j}}}\right)}{\exp \left(-{\frac {E_{i}}{kT_{i}}}-{\frac {E_{j}}{kT_{j}}}\right)}}\right)=\min \left(1,\exp \left\{{(E_{i}-E_{j})\left({\frac {1}{kT_{i}}}-{\frac {1}{kT_{j}}}\right)}\right\}\right)}
1 − p で棄却する。
詳細釣り合い条件は満たされている。
この方法は2つ以上の系にも一般化できる。温度と系の数を適切に決定することで、追加でかかるモンテカルロ法の計算コストを上回る性能向上を達成することができる。レプリカ交換法は、緩和が遅くかつ極小値に陥いりやすい焼きなまし法を改善することができる。